# Élections législatives indonésiennes de 2024
Les élections législatives indonésiennes de 2024 se déroulent le 14 février 2024 en Indonésie afin d'élire les 580 membres du Conseil représentatif du peuple. Les élections sont organisées en même temps que l'élection présidentielle ainsi que les élections provinciales et municipales.

## Contexte

### Précédent scrutin

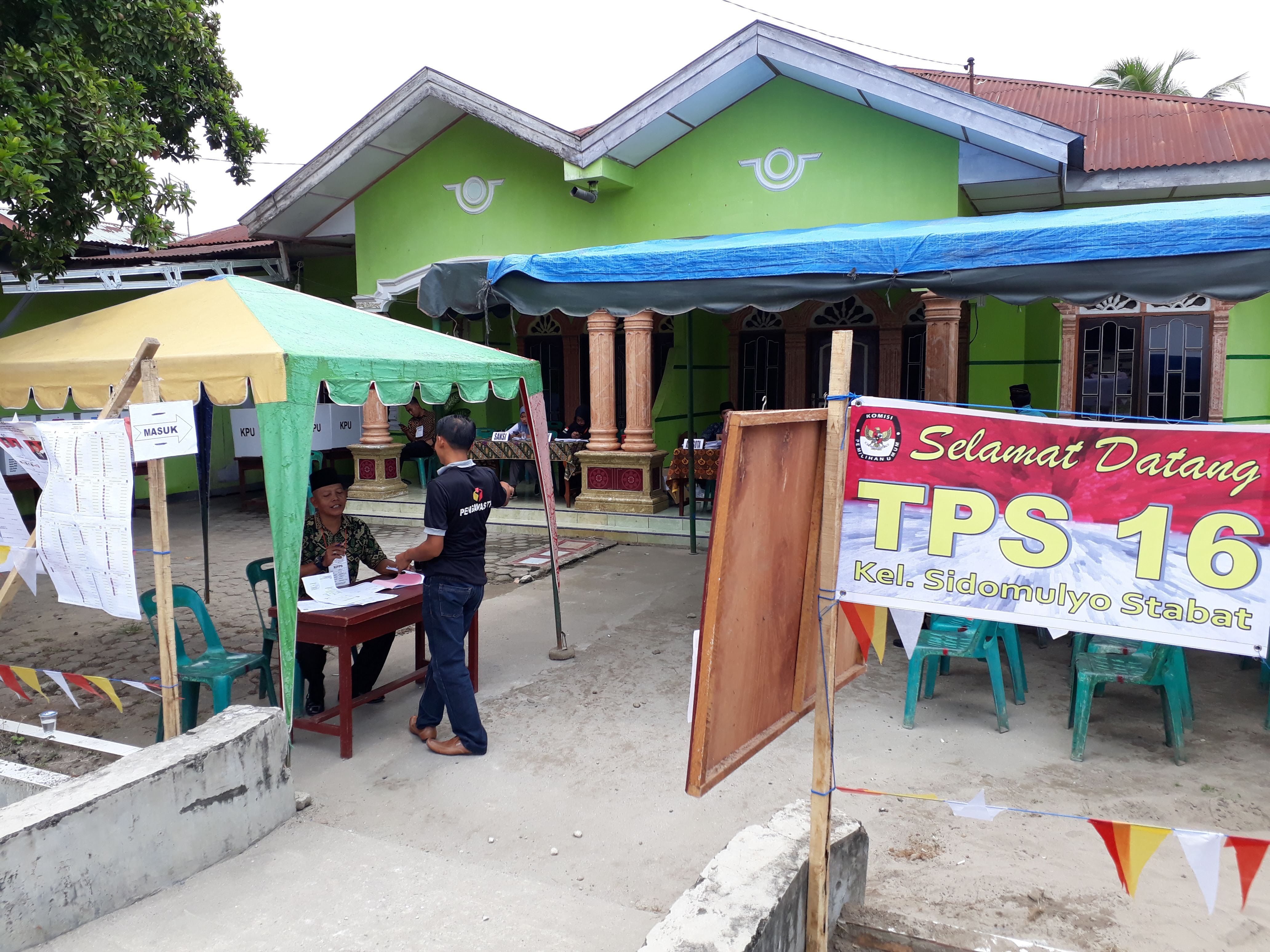
Bureau de vote en 2019

Les élections législatives d'avril 2019 voient arriver en tête le Parti démocratique indonésien de lutte (PDIP) du président Joko Widodo, suivi du Parti du mouvement de la grande Indonésie (Gerindra) de Prabowo Subianto, largement battu par Widodo à l'élection présidentielle. La campagne du gouvernement sortant se focalise notamment sur la lutte contre la corruption, tandis que les thèmes islamo-conservateurs s'imposent dans la campagne malgré la position modérée du président sortant Joko Widodo sur ce sujet, devenu central,.
Organisés pour la première fois simultanément, les scrutins législatifs et présidentiel de 2019 ont également lieu en même temps que l'ensemble des élections provinciales et municipales, une première dans le pays. Le dépouillement de plus de 600 millions de bulletins de vote pendant dix jours, parfois par les mêmes personnes trente heures d'affilée, sous une température de 30 degrés et une humidité de 80 %, provoque la mort d'au moins 569 assesseurs et la mise en arrêt de travail de 4 310 autres. Ces décès entraînent de vives critiques envers le gouvernement, qui assure que cette expérience ne sera pas reconduite. Les élections provinciales et municipales de 2024 sont ainsi initialement décalées au mois de novembre, seuls les scrutins nationaux devant avoir lieu en février,,,. Courant 2022, la Cour constitutionnelle juge cependant inconstitutionnel ce retour en arrière. En retour, les assesseurs bénéficient obligatoirement d'un examen médical validant leur participation au dépouillement, tandis que l'usage de photocopieuses pour la fabrication des doubles des documents est introduit,.

### Situation politique
Les législatives de 2024 ont lieu dans un contexte de retournement d'alliance du président sortant. Inéligible pour un troisième mandat en raison de la limite à deux mandats fixée par la Constitution, Joko Widodo décide en effet à la surprise générale de soutenir la candidature à l'élection présidentielle de son adversaire des deux précédents scrutins, Prabowo Subianto, qui se présente pour la troisième fois consécutive sous l'étiquette du Parti du mouvement de la grande Indonésie (Gerindra), et non du candidat du PDIP, Ganjar Pranowo. Widodo, qui bénéficie toujours d'une forte côte de popularité estimée à 70 %, obtient en échange que son fils ainé Gibran Rakabuming Raka, maire de Surakarta, soit choisi comme colistier par Subianto. Cette décision attire à Widodo de nombreuses critiques, le président étant accusé de népotisme en faisant passer son « héritage dynastique » avant sa formation politique,.
Cette alliance provoque une scission parmi les soutiens de Subianto, le Parti du réveil national (PKB) revenant sur sa décision de lui apporter son soutien pour choisir à la place l'Indépendant Anies Baswedan, gouverneur de la région administrative spéciale de la capitale Jakarta. Celui-ci choisit pour colistier le vice-président du Conseil représentatif du peuple, Muhaimin Iskandar, membre du PKB,.

### Appels au boycott en Papouasie

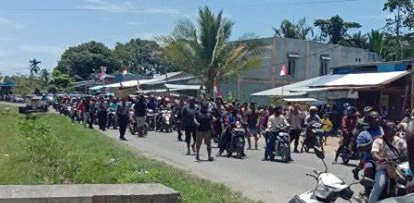
Manifestants à Sarmi en août 2019

Confronté à la répression croissante par le gouvernement indonésien depuis les manifestations de 2019 en Papouasie (en) — dans le contexte général du conflit qui l'oppose à ce dernier depuis l'annexion de la province en 1963 —, l'Organisation pour une Papouasie libre appelle les habitants de Papouasie occidentale à boycotter le scrutin, jugeant illégitime le gouvernement qu'il qualifie d'« occupant indonésien »,.
Incorporé à l'Indonésie en 1969 à la suite de l'Acte de libre choix, le territoire est divisé depuis 2022 en six provinces : la Papouasie occidentale, la Papouasie, la Papouasie centrale, la Papouasie des hautes terres, la Papouasie méridionale et la Papouasie du Sud-Ouest. Un total de 500 000 papous aurait depuis été tués par des exactions de l'armée indonésienne,,,.

## Système électoral

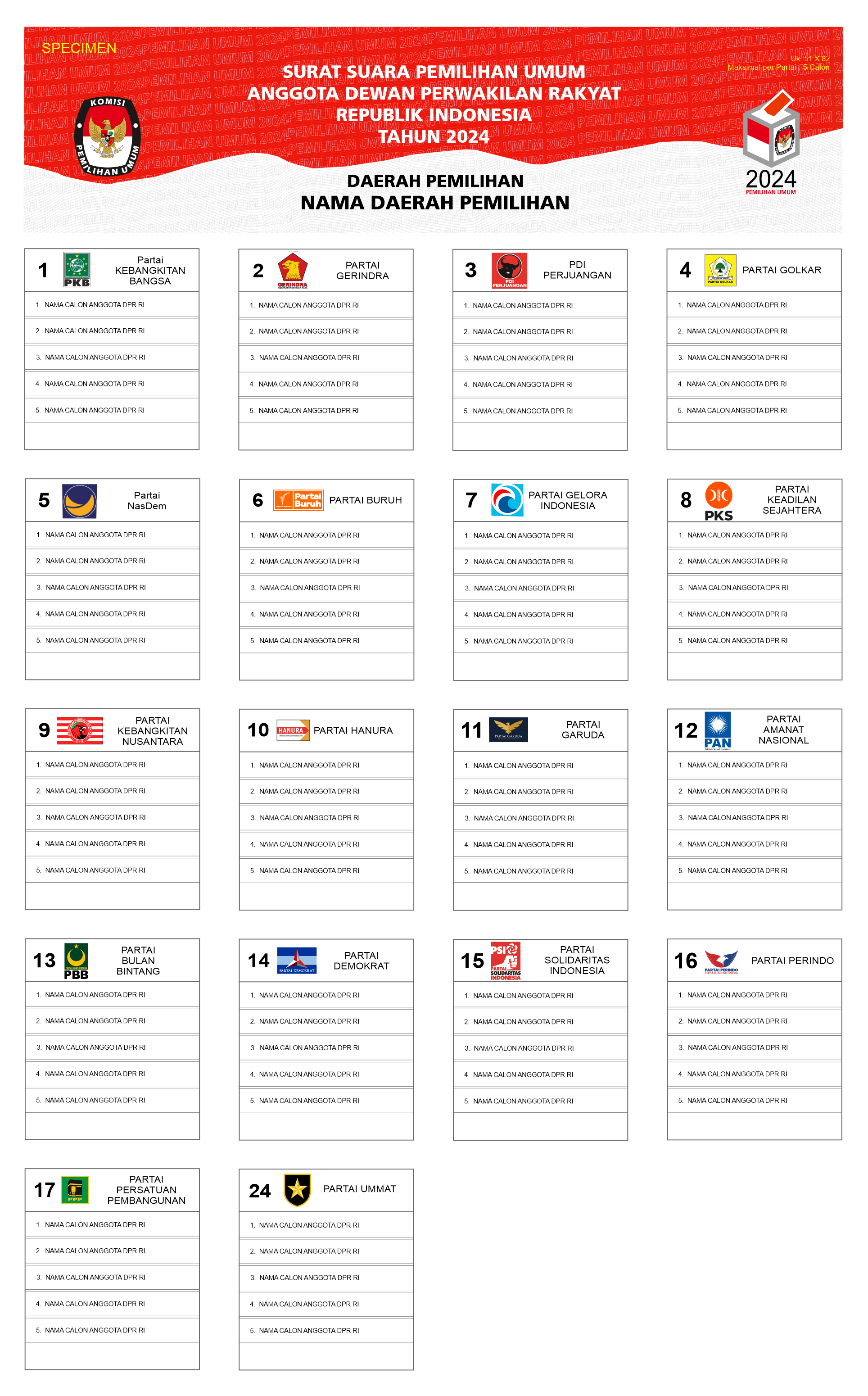
Exemple de bulletin de vote utilisé

L'Indonésie est dotée d'un parlement bicaméral, l'Assemblée délibérative du peuple composé d'une chambre basse, le Conseil représentatif du peuple, et d'une chambre haute, le Conseil représentatif des régions. Tous deux sont renouvelés en intégralité simultanément tous les cinq ans, mais selon des modes de scrutin différents.
Le Conseil représentatif du peuple est doté de 580 sièges pourvus au scrutin proportionnel plurinominal de listes dans 34 circonscriptions de 3 à 10 sièges chacune correspondant aux 34 provinces du pays. Les listes sont dites ouvertes, les électeurs pouvant effectuer un vote préférentiel envers l'un des candidats de la liste pour laquelle ils votent afin de faire monter sa place dans la liste. Après décompte des voix, les sièges sont répartis à toutes les listes ayant franchi le seuil électoral de 4 % des votes valides selon la méthode du quotient de Hare. La loi électorale impose par ailleurs aux listes d'être composées d'un minimum de 30 % de femmes. Le total de sièges était de 575 aux précédentes élections.
Le Conseil représentatif des régions est doté de 136 sièges pourvus selon le système du vote unique non transférable, à raison de quatre sièges pour chacune des 34 provinces. Les électeurs votent pour un seul candidat dans leur circonscription, et les quatre candidats ayant reçu le plus de voix sont élus. Les partis ne sont pas autorisés à participer à l'élection de cette chambre, les candidats sont par conséquent tous indépendants.
Le droit de vote s'acquiert à dix-sept ans. Il pouvait auparavant s'acquérir plus tôt si l'électeur était marié, une clause de la loi électorale qui suscitait la polémique car accusée de favoriser les mariages de mineurs. L'âge minimum pour pouvoir se marier ayant été relevé à dix neuf ans en 2019, il n'y a en pratique plus d'électeurs de ce type pour les élections organisées en 2024.

## Sondages

Moyenne lissée des sondages en vue des législatives

## Résultats
|                           |                                                      |             |       |      |        |               |  |  |  |
| Parti                     | Parti                                                | Voix        | %     | +/-  | Sièges | +/-           |  |  |  |
|                           | Parti démocratique indonésien de lutte (PDIP)        | 25 384 673  | 16,72 | 2,61 | 110    | 18            |  |  |  |
|                           | Golkar                                               | 23 208 488  | 15,29 | 2,98 | 102    | 17            |  |  |  |
|                           | Parti du mouvement de la grande Indonésie (Gerindra) | 20 071 345  | 13,22 | 0,65 | 86     | 8             |  |  |  |
|                           | Parti du réveil national (PKB)                       | 16 115 358  | 10,62 | 0,93 | 68     | 10            |  |  |  |
|                           | Parti national démocrate (NasDem)                    | 14 660 328  | 9,66  | 0,61 | 69     | 10            |  |  |  |
|                           | Parti de la justice et de la prospérité (PKS)        | 12 781 241  | 8,42  | 0,21 | 53     | 3             |  |  |  |
|                           | Parti démocrate (Demokrat)                           | 11 283 053  | 7,43  | 0,34 | 44     | 10            |  |  |  |
|                           | Parti du mandat national (PAN)                       | 10 984 639  | 7,24  | 0,40 | 48     | 4             |  |  |  |
|                           | Parti pour l'unité et le développement (PPP)         | 5 878 708   | 3,87  | 0,65 | 0      | 19            |  |  |  |
|                           | Parti de la solidarité indonésienne (PSI)            | 4 260 108   | 2,81  | 0,92 | 0      | en stagnation |  |  |  |
|                           | Perindo                                              | 1 955 131   | 1,29  | 1,38 | 0      | en stagnation |  |  |  |
|                           | Parti de la vague du peuple indonésien (Gelora)      | 1 282 000   | 0,84  | Nv   | 0      | en stagnation |  |  |  |
|                           | Parti de la conscience du peuple (Hanura)            | 1 094 599   | 0,72  | 0,82 | 0      | en stagnation |  |  |  |
|                           | Parti travailliste (PB)                              | 972 898     | 0,64  | Nv   | 0      | en stagnation |  |  |  |
|                           | Parti de l'oumma (PU)                                | 642 550     | 0,42  | Nv   | 0      | en stagnation |  |  |  |
|                           | Parti de l'étoile et du croissant (PBB)              | 484 487     | 0,32  | 0,47 | 0      | en stagnation |  |  |  |
|                           | Garuda                                               | 406 884     | 0,27  | 0,23 | 0      | en stagnation |  |  |  |
|                           | Parti de l'éveil Nusantara (PKN)                     | 326 803     | 0,22  | Nv   | 0      | en stagnation |  |  |  |
|                           |                                                      |             |       |      |        |               |  |  |  |
| Suffrages exprimés        | Suffrages exprimés                                   | 151 793 293 | 92,32 |      |        |               |  |  |  |
| Votes blancs et invalides | Votes blancs et invalides                            | 12 628 133  | 7,68  |      |        |               |  |  |  |
| Total                     | Total                                                | 164 421 426 | 100   | –    | 580    | 5             |  |  |  |
| Abstentions               | Abstentions                                          | 40 000 755  | 19,57 |      |        |               |  |  |  |
| Inscrits / participation  | Inscrits / participation                             | 204 422 181 | 80,43 |      |        |               |  |  |  |